# Cookley (Suffolk)
Cookley – wieś i civil parish w Anglii, w hrabstwie Suffolk, w dystrykcie East Suffolk. Miejscowość liczy 100 mieszkańców.